# La Fleur blanche

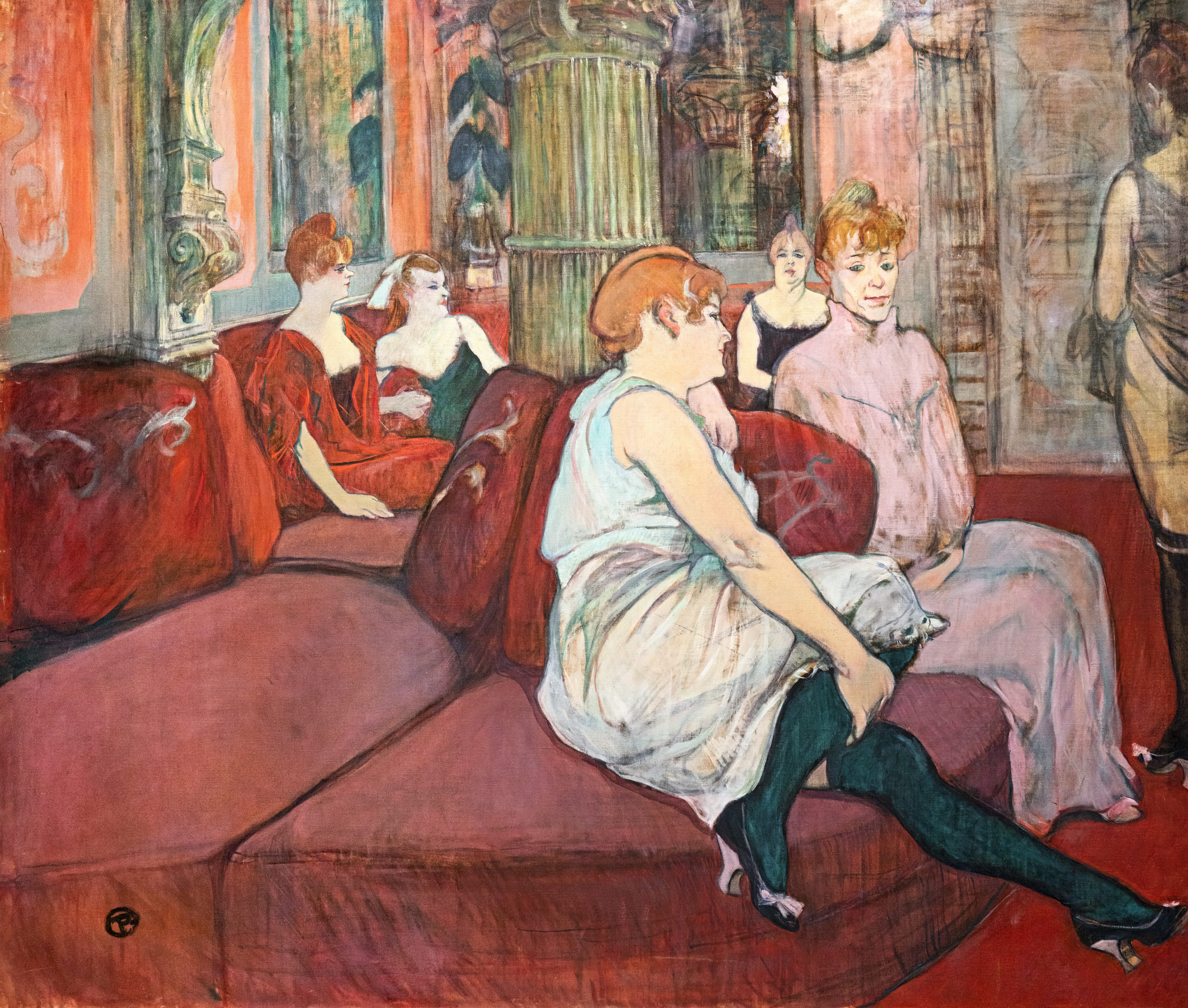
Au Salon de la rue des Moulins (La Fleur Blanche)

La Fleur blanche (česky Bílý květ) byl nevěstinec v Paříži. Nacházel se v ulici Rue des Moulins č. 6 v 1. obvodu. Tento nevěstinec velmi često navštěvoval Henri de Toulouse-Lautrec. Malíř zde na zdi vymaloval obraz Griserie de la belle inconnue (Vzrušení neznámé krásky). Nevěstinec byl otevřen v roce 1890 a uzavřen v důsledku zákazu veřejných domů v roce 1946.